# Подкладочные материалы
Подкладочные материалы — материалы швейного производства, используемые для изготовления подкладки одежды. Это могут быть ткани, трикотажные полотна, искусственный и натуральный мех.
Подкладочные материалы должны иметь гладкую лицевую поверхность, быть устойчивыми к истиранию, не электризовываться, обладать низкой сминаемостью и окраской, устойчивой к сухому и влажному трению.
В качестве подкладочной могут быть использованы шифон, сатин, атлас, вискоза, полиэстер, хлопчатобумажные и стёганые ткани.

## Подкладочные материалы по волокнистому составу
- Вискозные и вискозноацетатные. Имеют хорошие гигиенические свойства. Недостатками являются сильная сминаемость, осыпаемость на срезах, дают раздвижку нитей в швах.
- Полушёлковые — из вискозных нитей в основе и хлопчатобумажных в утке. Это более прочные и износостойкие материалы, по сравнению с вискозными и вискозноацетатными подкладочными материалами, но они более толстые и плотные, и в процессе носки и химчистки подвержены пиллингуемости — образованию катышков.
- Синтетические — капроновые и полиэфирные. Тонкие и прочные материалы, но обладают низкими гигиеническими показателями.
- Хлопчатобумажные — используются в детской и рабочей одежде.